# 266 f.Kr.

## Händelser

### Efter plats

#### Romerska republiken
- 23 januari – Marcus Atilius Regulus och Lucius Julius Libo firar triumfer över messapierna, invånarna på halvön Salento.
- Kalabrien och Messapia annekteras av den Romerska republiken.

#### Mindre Asien
- Ariobarzanes blir den andre kungen av Pontos, då han efterträder sin far Mithridates I Ktistes.

#### Asien
- Den indiske kejsaren Asoka konverterar till buddhismen.

## Avlidna
- Mithridates I Ktistes, grundare av det mindreasiatiska kungariket Pontos.